# コメディーハウス'83
コメディーハウス'83はTBS系列にて、1983年4月24日から1983年5月29日まで毎週日曜17:00～17:30に放送されたバラエティ番組。主な内容は、いろんな場所からゲストを迎えて究極なコメディーを繰り広げる展開であった。

## スタッフ
| TBS系列 日曜17:00枠 | TBS系列 日曜17:00枠 | TBS系列 日曜17:00枠                  |
| 前番組              | 番組名              | 次番組                               |
| ------------------- | ------------------- | ------------------------------------ |
| （なし）            | コメディーハウス'83 | プラレス3四郎 （本番組からアニメ枠） |

| スタブアイコン | サブスタブ | この項目は、まだ閲覧者の調べものの参照としては役立たない、テレビ番組に関連した書きかけの項目です。この項目を加筆・訂正などしてくださる協力者を求めています（P:テレビ/PJ:放送または配信の番組）。 |